# Oberaurach
Oberaurach è un comune tedesco di 4 046 abitanti situato nel land della Baviera.